# Noordelijke harlekijndikkop
De noordelijke harlekijndikkop (Falcunculus whitei) is een zangvogel uit de familie Falcunculidae. De vogel werd in 1910 door de Australische vogelkundige Archibald James Campbell als aparte soort beschreven en genoemd  naar de ornitholoog Henry Luke White (1860-1927).

## Kenmerken
De lichaamslengte bedraagt ongeveer 16 cm. De vogel lijkt sterk op de oostelijke harlekijndikkop (F. frontalis) en werd daarom lang als ondersoort beschouwd. De vogel is gemiddeld kleiner en wat fletser geel en ook van boven iets lichter van kleur. Het is een kleine vogel met een opvallend zwart-witpatroon op de kop en verder een gele borst en olijfgroene bovendelen.

## Verspreiding en leefgebied
Deze soort is endemisch in het uiterste noorden van West-Australië en het Noordelijk Territorium. De leefgebieden liggen in Eucalyptus-bossen.

## Status
Deze harlekijndikkop heeft een relatief klein verspreidingsgebied. De grootte van de populatie werd in 2016 geschat op 2500 volwassen individuen. De aantallen gaan achteruit door habitatverlies. Echter, het tempo van achteruitgang ligt onder de 30% in tien jaar (minder dan 3,5% per jaar). Om deze redenen staat deze harlekijndikkop als niet bedreigd op de Rode Lijst van de IUCN.